# Journée internationale des infirmières
Pour les articles homonymes, voir JII.
La Journée internationale des infirmières (JII ou International Nurses Day en anglais) est un évènement annuel et mondial qui se produit tous les 12 mai, en référence au jour anniversaire de la naissance de Florence Nightingale. Elle est célébrée en mémoire des nobles actes accomplis par les infirmières et infirmiers pour la société.
Elle a été lancée en 1965 par le Conseil international des infirmières (CII). Depuis les années 1980, le Conseil international des infirmières publie ce jour-là des études, des travaux, des rapports nommés « International Nurses' Day Kit » autour de la thématique des soins infirmiers dans le monde.